# Шамурзин, Султанкул
Султанкул Шамурзин (кирг. Султанкул Шамурзин; 1906 — ноябрь 1938, Таш-Дебе, Чуйской области Киргизии) — киргизский политический и государственный деятель, заместитель Председателя ЦИК Киргизской АССР, и. о. Председателя Президиума Центрального исполнительного комитета Киргизской ССР (4 ноября 1937 — 16 декабря 1937).

## Биография
Член ВКП(б) с 1928 года. В 1929 году окончил педагогический техникум в г. Фрунзе. Тогда же — на советской и партийной работе. До мая 1932 года — один из руководителей Фрунзенского горкома партии.
Затем переведен на должность ответственного секретаря Центрального исполнительного комитета Киргизской АССР. В июне 1935—1937 гг. — заместитель Председателя ЦИК Киргизской АССР.
В июле 1937 года стал начальником Политического сектора Народного комиссариата совхозов Киргизской ССР
С 4 ноября 1937 по 16 декабря 1937 года занимал пост и. о. председателя Президиума Центрального исполнительного комитета Киргизской ССР.
В октябре 1937 выдвинут кандидатом на выборы в Совет Национальностей Верховного Совета СССР. С 29 ноября 1937 года — член Бюро ЦК Коммунистической партии Киргизии.
Позже, в 1937 году бюро ЦК Компартии Киргизии постановило освободить его от временно исполняющего должность председателя Президиума Центрального исполнительного комитета Киргизской ССР и вывести из бюро ЦК Компартии Киргизии.
Исключён 14 декабря 1937 года из рядов партии по надуманному обвинению как «националист-двурушник» и арестован. 12 сентября 1938 г. И. Сталин утвердил представленный НКВД СССР «Список лиц, подлежащих суду ВК ВС СССР в Киргизской ССР» по 1-й категории (высшая мера наказания) (С. Шамурзин в этом списке под № 30). В 1938 г. осужден Военной коллегией Верховного суда.
Расстрелян в ноябре 1938 года около села Таш-Дебе Киргизской ССР.
Ныне останки С. Шамурзина захоронены в Мемориальном комплексе «Ата-Бейит» в селе имени Суйменкула Чокморова в 30 км от Бишкека.

## Семья
- Шамурзина Рея Султановна (26 января 1932 г. - 06 июня 2009 г.) - Дочь от первого брака, доктор филологических наук, заслуженный преподаватель Киргизской Республики

Шамурзин Эрнест Султанкулович, 01.04.1937-12.05.2023- сын от второго брака, заслуженный артист Киргизской Республики